# Sotíris Moustákas
Sotíris Moustákas (grec moderne : Σωτήρης Μουστάκας ; né le 17 septembre 1940 à Limassol, Chypre et mort le 4 juin 2007 à Athènes, Grèce d'un cancer) est un acteur grec.
Peu de temps avant son décès, il interprète le rôle du peintre le Titien dans le film El Greco, les ténèbres contre la lumière du réalisateur grec Yánnis Smaragdís.
Il est l'époux de l'actrice grecque Maria Bonelou avec qui il a eu un enfant.